# Brymbo
Brymbo est un village et une communauté du borough de comté de Wrexham, au pays de Galles.

## Toponymie
Brymbo désigne littéralement une « colline de terre », du gallois bryn « colline » et baw « terre, boue ». Ce toponyme est attesté pour la première fois en 1391 sous la forme Brynbawe.

## Géographie
Brymbo est situé dans l'ouest du borough de comté de Wrexham, à 7 km au nord-ouest du centre-ville de Wrexham.
La communauté de Brymbo comprend aussi les villages et hameaux de Tanyfron (en) et Bwlchgwyn (en).

## Démographie
Au recensement de 2011, la communauté de Brymbo comptait 4 836 habitants.